# Marc de Vilalba
Marc de Vilalba, también conocido erróneamente como de Villalba, fue diputado eclesiástico de la Diputación del General de Cataluña, nombrado por las Cortes de Barcelona el 23 de agosto de 1413.
Fue prior del Monasterio de Montserrat, abad del Monasterio de Ripoll (25 de septiembre de 1408 a 1409) y el primer abad independiente de Montserrat, prerrogativa obtenida del papa cismático Benedicto XIII de Aviñón (11 de marzo de 1409). Le sucedió como abad ripollés Berenguer de Rajadell y de Boixadors (desde 1409 hasta 1410).
Como abad de Montserrat (1409) estuvo presente en el Parlamento del inter- reino (donde formó parte del bloque trastamarista y participó de la vintiquatrena que aceptó la vía del compromiso de Caspe para elegir al nuevo rey), y las sesiones de las Cortes Catalanas celebradas entre 1413 y 1436.
Fue consejero de Fernando I de Aragón y diputado eclesiástico en dos ocasiones:
- 1413-1416, bajo el reinado de Fernando de Antequera quien le pidió asesoramiento sobre las medidas a tomar contra la Revuelta de Jaime II de Urgel y acompañó al rey en el asedio de Balaguer.
- Repite en 1431-1434, bajo el reinado de Alfonso V de Aragón, con quien se tuvo que enfrentar en defensa de los privilegios del clero y la oligarquía nobiliaria.

Coincide con Fernando I en su apoyo a Benedicto XIII durante el Cisma de Occidente. Ambos habían recibido apoyo del papa para llegar a sus cargos. En 1415, el rey y Segismundo de Luxemburgo, intentan convencer al papa para solucionar el cisma por la vía conciliar, pero este se niega y se refugia en Peñíscola. Marc de Vilalba había colaborado en financiar la entrevista y había trasladado al papa en galeras propias. Cuando Fernando I retiró su obediencia al papa (1416) y apoyó el Concilio de Constanza, Marc de Vilalba no estuvo de acuerdo, pero con la finalización de su mandato al frente de la Generalidad y la muerte de Fernando I, acabó por adherirse también a la solución conciliar.
Marc de Vilalba murió el 27 de enero de 1439 y fue enterrado en Montserrat en un sepulcro adornado con sus armas. Durante la invasión napoleónica del siglo XIX, este mausoleo fue destruido.
| Predecesor: Alfonso de Tous      | Diputado eclesiástico de la Diputación del General de Cataluña 1.er mandato 1413–1416 | Sucesor: Andreu Bertran |
| Predecesor: Domènec Ram i Lanaja | Diputado eclesiástico de la Diputación del General de Cataluña 2.º mandato 1431-1434  | Sucesor: Pere de Palou  |